# Ommatius lema
Ommatius lema är en tvåvingeart som beskrevs av Walker 1849. Ommatius lema ingår i släktet Ommatius och familjen rovflugor. Inga underarter finns listade i Catalogue of Life.